# Vérizet-Fleurville
Vérizet-Fleurville est une ancienne commune de Saône-et-Loire supprimée en 1952 à la suite de la création de la commune de Fleurville et Vérizet (commune intégrée à Viré en 1968).

## Toponymie
Avant 1933, la commune s'appelait simplement Vérizet. 
Fleurville a été rajouté au nom par décret en 1933 du fait de l'importance que prenait le hameau situé près de la Saône.

## Histoire
La châtellenie de Vérizet, qui s'étendait autrefois (1553) sur le ressort de douze paroisses du Haut-Mâconnais (celles de Bissy-la-Mâconnaise, Blanot, Clessé, Lugny, Montbellet, Péronne, Saint-Albain, Saint-Gengoux-de-Scissé, Saint-Mauris et Champagne, La Salle, Vérizet et Viré), appartenait depuis 1171 à la fois et par moitié au roi de France et à l'évêque de Mâcon. Toutefois, Henri IV engagea en 1596 ses droits à Jean de Chaudon, premier président de la cour des aides, qui les revendit la même année à Pierre Chesnard, grénetier des greniers à sel de Mâcon ; ceux-ci passèrent ensuite et successivement à Zacharie Pelez, seigneur de Marigny, lieutenant en l'élection dudit Mâcon (1597), à Jean-Baptiste Chevillard-Morin (1601) et à Jean Galopin, bourgeois de Cluny (1623), qui s'en dessaisit en faveur de l'évêque de Mâcon en 1624 (qui put ainsi réunir les deux portions de la châtellenie, et qui les conserva jusqu'à la Révolution).
La commune disparaît par arrêté le 18 juin 1952 et son territoire est alors divisé en deux parties, qui constituent chacune une nouvelle commune : Fleurville et Vérizet. 
Le 10 novembre 1968, Vérizet, dont le dernier maire fut Charles Surgand, est intégrée à la commune voisine de Viré, avec le 1er janvier 1969 pour date d'effet,.

## Population et société

### Démographie
| 1793 | 1800 | 1806 | 1821 | 1876 | 1881 | 1886 | 1891 | 1896 |
| ---- | ---- | ---- | ---- | ---- | ---- | ---- | ---- | ---- |
| 806  | 733  | 804  | 779  | 755  | 787  | 714  | 695  | 702  |

| 1901 | 1906 | 1911 | 1921 | 1926 | 1931 | 1936 | 1946 | - |
| ---- | ---- | ---- | ---- | ---- | ---- | ---- | ---- | - |
| 720  | 771  | 821  | 736  | 718  | 702  | 607  | 667  | - |

## Culture locale et patrimoine

### Lieux et monuments
- Le château de Fleurville.

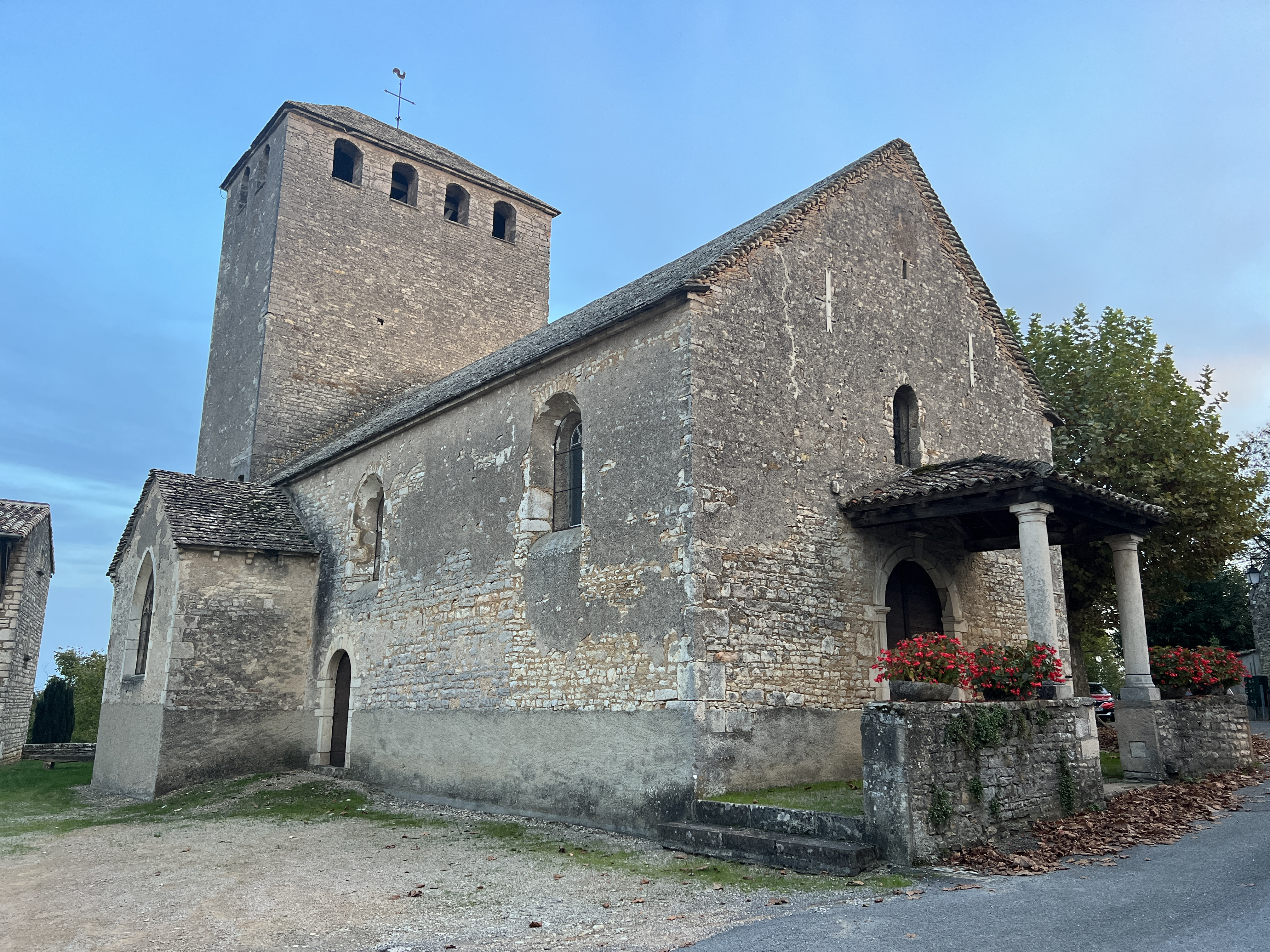
Église Saint-Symphorien.

- Le château de Marigny, construit vers 1530 et inscrit à l'Inventaire supplémentaire des Monuments historiques depuis 1941[5].
- L'église de Vérizet placée sous le vocable de Saint-Symphorien, ancienne église paroissiale romane vraisemblablement construite dans la première moitié du XIIIe siècle (bien qu’elle se trouve à l’emplacement d’un édifice plus ancien). Lorsqu'elle fut édifiée, cette église faisait partie d’un ensemble plus vaste : un château fort appartenant aux évêques de Mâcon, ce qui explique en particulier le profil si singulier de son clocher, extrêmement massif, qui servait alors de tour de guet (clocher s'apparentant à celui de l'église de Bissy-la-Mâconnaise). L’église a globalement gardé son plan d’origine, consistant en une nef unique suivie d’une travée sous clocher et d’une abside. La dernière travée de la nef est flanquée de deux chapelles (celle au nord est gothique, sans doute du XVe siècle, alors que celle au sud, réplique de la première, date du XIXe siècle. À cette époque, l’église fut rénovée à plusieurs reprises, et agrémentée d’un porche à l’entrée principale. Dans les années soixante, d'importantes réparations furent effectuées sur le bâtiment à l'initiative de la commune de Vérizet, comprenant la démolition de la sacristie et de la tourelle d’accès extérieure au clocher ainsi que la rénovation intérieure de l’édifice.

### Personnalités liées à la commune
Sophie de Réan, la jeune aristocrate du roman Les malheurs de Sophie, vit avec sa famille dans leur manoir de Fleurville.